# سيمون لويس دو ري
سيمون لويس دو ري (بالألمانية: Simon Louis du Ry)‏ (و. 1726 – 1799 م) هو مهندس معماري، وأستاذ جامعي من ألمانيا . ولد في كاسل .
توفي في كاسل .

## أعمال بارزة
من أهم أعماله:
- Schloss Wilhelmshöhe.